# Bob Bell
Bob Bell (Belfast, Irlanda del Norte, 10 de abril de 1958), desde 2024 es el director técnico del equipo de Fórmula 1 Aston Martin. Anteriormente ostentó el mismo cargo en Mercedes (2011-2014), Alpine (2021-2024), y también lo había hecho en Renault desde 2003 y hasta 2009, donde logró los dos campeonatos de Fernando Alonso. Se graduó en la Universidad Queen’s de Belfast, donde obtuvo el doctorado como ingeniero aerodinámico. Comenzó trabajando en el mundo de la aviación, pero pasó al automovilismo porque quería ver los resultados de su trabajo.
Comenzó su trabajo en la Fórmula 1 en 1982 en el equipo McLaren en la investigación y desarrollo de la aerodinámica de los bólidos, en  1988 lo designan como jefe del departamento de investigación y desarrollo de McLaren por espacio de dos años, ya que desde 1990 y hasta 1995 se encargaría del proyecto Maverick de McLaren Internacional que intentaba establecer nuevos récords de velocidad en el mundo automovilístico sin que este se lograra concretar. Entre 1995 y 1997 fue el responsable de Proyectos Futuros terminando así su trabajo en la escudería McLaren tras catorce años en ese equipo.
En 1997, ingresa al equipo Benetton como ingeniero aerodinámico por dos años, luego en 1999 trabaja en el equipo Jordan Grand Prix durante su mejor etapa como equipo de la Fórmula 1 como responsable de la tecnología del monoplaza.
En 2001, llega a Renault F1 como director técnico adjunto del equipo, cargo en el que estaría hasta finales de 2003, cuando es ascendido a director técnico del mismo equipo tras el reemplazo de Mike Gascoyne, que se trasladó a Toyota Racing en octubre de ese año. Desde su nueva posición, ayudó a la escudería francesa a proclamarse campeona en 2005 y 2006. A finales de 2009, pasó a convertirse temporalmente en director deportivo del equipo, tras la marcha de Flavio Briatore por la controversia sobre el accidente de Renault. Abandonó la escudería un año después.
A principios de 2011, es contratado por Mercedes como director técnico, pasando a dirigir un "dream team" compuesto por Aldo Costa, responsable del diseño y desarrollo; y Geoff Willis, encargado de dirigir la aerodinámica, dinámica de los coches, sistemas de control y funciones de simulación. Deja su puesto a Paddy Lowe a finales de 2013 y abandona la escudería al final de la temporada 2014.
El 1 de junio de 2015, Marussia anuncia su incorporación como asesor técnico.
Desde noviembre de 2015 dirige el equipo de desarrollo del E24 Renault con base en Enstone, Inglaterra.